# Pinky a Perky
Pinky a Perky (anglicky Pinky and Perky) je dvojice antropomorfních prasátek, původně hlavních hrdinů stejnojmenného loutkového televizního seriálu pro děti vysílaného v letech 1957–1968 na BBC Television a následně ještě v letech 1968–1971 na ITV. Postavičky vytvořili čeští emigranti Jan a Vlasta Daliborovi, kteří v roce 1973 na odchodu do důchodu prodali práva k postavičkám společnosti BBC za půl milionu liber.
Na základě seriálu vznikaly prakticky od samého počátku také gramofonové desky a později i cédéčka. V roce 2008 ještě vznikl pro BBC One 52dílný seriál The Pinky and Perky Show, ovšem realizovaný počítačovou animací.